# Zamczysko Niżnie
Zamczysko Niżnie (Dolna Grota w Zamczysku, Zameczki Niżnie, Zamki Niżnie, Zameczko Niżnie) – jaskinia w Dolinie Kościeliskiej w Tatrach Zachodnich. Wejście do niej znajduje się w Organach, powyżej Jaskini Zimnej, na wysokości 1208 metrów n.p.m. Długość jaskini wynosi 58 metrów, a deniwelacja 9,6 metra.

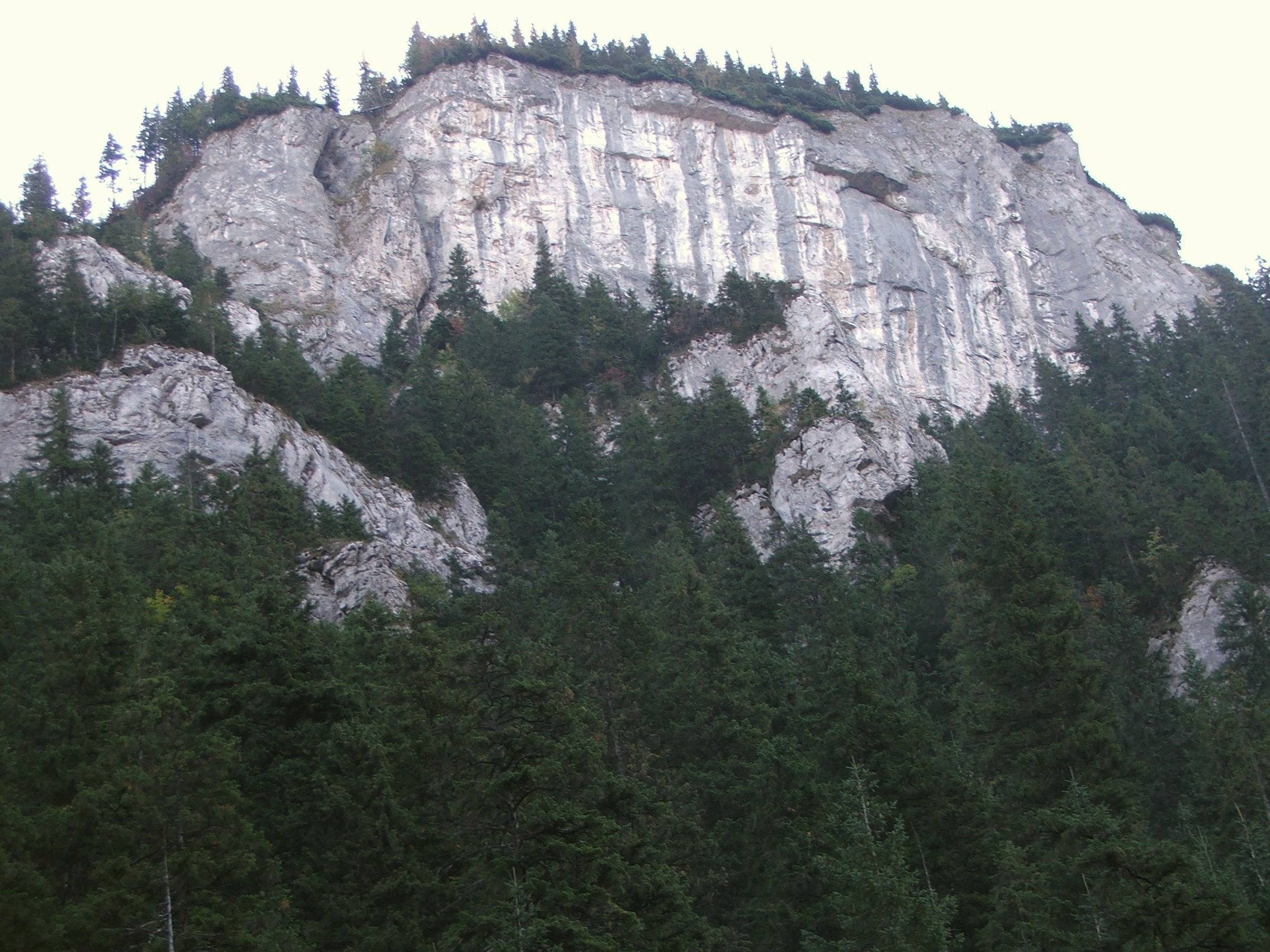
Organy w Dolinie Kościeliskiej

## Opis jaskini
Jaskinia składa się z niszy wstępnej oraz korytarza prowadzącego od obszernego otworu wejściowego do zawaliska. Na początku korytarza znajduje się kominek z niewielkim korytarzykiem. Mniej więcej w połowie długości korytarza odchodzi od niego 6-metrowa, ślepa odnoga.

## Przyroda
W jaskini można spotkać mleko wapienne, a także niewielkie stalaktyty i stalagmity. 
Ściany są mokre, roślinność występuje tylko przy otworze wejściowym. Są to przeważnie mchy, porosty i glony.
Jaskinię zamieszkują nietoperze. W bocznej odnodze znaleziono kości niedźwiedzia brunatnego oraz sarny lub kozicy.

## Historia odkryć
Jaskinia była znana od dawna. Był w niej w 1885 roku Jan Gwalbert Pawlikowski. W 1934 roku Stefan Zwoliński oraz J. Zahorski sporządzili jej plan. Nazwali ją oraz położoną obok jaskinię Zamczysko Wyżnie – Zamczyskiem.